# 奥尔登堡统治者列表
以下是德意志邦国奥尔登堡历代统治者的名单。奥尔登堡家族源于勒里郜伯爵埃吉尔玛一世，1142年勒里郜伯国分为威尔德斯豪森和奥尔登堡，奥尔登堡家族是勒里郜伯爵家族的幼系。

## 奥尔登堡伯爵
- 1143-1167：克里斯蒂安一世 Christian I "der Streitbare" 勒里郜伯爵埃吉尔玛一世的第三位孙子，绰号“好斗者”
- 1167-1211：莫里茨一世 Moritz I
- 1211-1251：克里斯蒂安二世 Christian II 莫里茨的长子
- 1211-1262：奥托一世 Otto I 莫里茨的次子
- 1251-1272：约翰一世 Johann I
- 1272-1278：克里斯蒂安三世 Christian III

1278年分出奥尔登堡-德尔门霍斯特（第一次分封）。
- 1278-1305：约翰二世 Johann II
- 1305-1334：克里斯蒂安四世 Christian IV 约翰二世长子
- 1301/05-1344：约翰三世 Johann III 约翰二世次子
- 1344-1367/68：康拉德一世 Konrad I 约翰二世三子
- 1368-1386：康拉德二世 Konrad II
- 1386-1420：莫里茨二世 Moritz II
- 1398-1423：克里斯蒂安五世 Christian V 康拉德一世第三子
- 1423-40/44：狄特里希一世 Dietrich I
  - 1440年分为丹麦奥尔登堡王朝、奥尔登堡-德尔门霍斯特（第二次分封）和奥尔登堡幼支。

## 丹麦歐登堡王朝
- 1440-1448：克里斯蒂安七世 Christian VII 狄特里希一世长子，1448年成为丹麦国王、1450年成为挪威国王、1457年瑞典国王、1459年成为石勒苏益格和荷尔斯泰因伯爵、1474年成为石勒苏益格和荷尔斯泰因公爵。

## 奥尔登堡-德尔门霍斯特伯爵（第二次分封）
- 1440-1464：莫里茨三世 Moritz III 狄特里希一世一世次子
- 1464-1482：雅各布 Jakob 无嗣

## 奥尔登堡伯爵
- 1444-1448：克里斯蒂安Christian I 丹麦国王
- 1449-1483：格尔哈德六世 Gerhard VI"der Quarrelsome" 绰号“好争吵者”
- 1483-1500：阿道尔夫 Adolf
- 1500-1526：约翰五世 Johann V
- 1526-1548：约翰六世 Johann VI
- 1526-1551：格奥尔格 Georg
- 1526-1566：克里斯托夫 Christof
- 1526-1573：安东一世 Anton I
- 1573-1603：约翰七世 Johann VII

1573年分出奥尔登堡-德尔门霍斯特（第三次分封）。
- 1603-1667：安东·京特尔 Anton Günther 无嗣

1667年奥尔登堡（老系）绝嗣，并入丹麦。

### 丹麦国王兼任奥尔登堡伯爵
- 1667–1670：弗雷德里克一世
- 1670–1699：克里斯蒂安八世
- 1699–1730：弗雷德里克二世
- 1730–1746：克里斯蒂安九世
- 1746–1766：弗雷德里克三世
- 1766–1773：克里斯蒂安十世

### 俄罗斯沙皇兼任奥尔登堡伯爵
- 1773：保罗

#### 奥尔登堡-德尔门霍斯特伯爵（第三次分封）
- 1573-1619：安东二世 Anton II 安东一世第三子
- 1619-1622：安东·亨利 Anton Heinrich
- 1622-1647：克里斯蒂安 Christian 无嗣

1647年奥尔登堡-德尔门霍斯特绝嗣，归于奥尔登堡。

## 奥尔登堡-德尔门霍斯特伯爵（第一次分封）
- 1278-1301：奥托二世 Otto II von Oldenburg-Delmenhorst 奥尔登堡伯爵约翰一世第四子
- 1301-？：约翰一世 Johann I 奥托二世长子
- 1301-1346：克里斯蒂安一世 Christian I 奥托二世次子
- 1346-1388：克里斯蒂安二世 Christian II 奥尔登堡-德尔门霍斯特伯爵约翰一世第四子
- 1346-1368：奥托三世 Otto III 克里斯蒂安一世长子
- 1368-1423：奥托四世 Otto IV 克里斯蒂安二世长子
- 1423-1438：尼库劳斯 Nikolaus 不莱梅大主教

1438年奥尔登堡-德尔门霍斯特归于奥尔登堡。

## 奥尔登堡伯爵（新系）
1773年，俄罗斯沙皇将奥尔登堡和德尔门霍斯特分封给荷尔斯泰因-戈托普的弗里德里希·奥古斯特，他是瑞典国王阿道夫·弗雷德里克的三弟，沙皇彼得三世的堂叔。
- 1773-1774：弗里德里希·奥古斯特一世 FRIEDRICH AUGUST I 1774年成为公爵

## 奥尔登堡公爵
- 1774-1785：弗里德里希·奥古斯特一世
- 1785-1823：彼得·弗里德里希·威廉 Peter Friedrich WILHELM

1810年至1814年被法国占领。
- 1823-1829：彼得一世·弗里德里希·路德维希 PETER I Friedrich Ludwig
- 1829：保罗·弗里德里希·奥古斯特Paul Friedrich AUGUST 1829年5月28日升为大公

## 奥尔登堡大公
| 名稱                                                                       | 肖像 | 生卒                          | 婚姻                                                             | 繼承權       | 纹章 |
| -------------------------------------------------------------------------- | ---- | ----------------------------- | ---------------------------------------------------------------- | ------------ | ---- |
| 奥古斯特 August 1829年5月21日 — 1853年2月27日                              |      | 1783年7月13日－1853年2月27日  | 阿德海德、伊莲、塞西莉亚 1817年、1828年、1831年 6个孩子          | 改称大公     |      |
| 彼得二世 Peter II 1853年2月27日 — 1900年6月13日                            |      | 1827年8月7日－1900年6月13日   | 伊丽莎白 1852年2月10日 2个孩子                                   | 奥古斯特之子 |      |
| 弗雷德里希·奥古斯特二世 Friedrich August II 1900年6月13日 — 1918年11月11日 |      | 1852年11月16日－1931年2月24日 | 伊丽莎白·安娜、伊丽莎白·亚历山德林 1878年2月18日、1896年 7个孩子 | 彼得二世之子 |      |

## 奥尔登堡大公家族族长
- 1918-1931：弗里德里希·奥古斯特二世
- 1931-1970：尼库劳斯·弗里德里希·威廉 NIKOLAUS Friedrich Wilhelm
- 1970-2014：安东-京特尔·弗里德里希·奥古斯特·约西亚斯 ANTON-GÜNTHER Friedrich August Josias 称奥尔登堡公爵
- 2014至今：克里斯蒂安·尼庫勞斯·烏多·彼得  CHRISTIAN Nikolaus Udo Peter  称奥尔登堡公爵